# Italië op de Olympische Winterspelen 1976
Tijdens de Olympische Winterspelen van 1976, die in Innsbruck (Oostenrijk) werden gehouden, nam Italië voor de twaalfde keer deel.

## Medailleoverzicht
| Sport       | Olympiër         | Discipline   | Medaille |
| ----------- | ---------------- | ------------ | -------- |
| Alpineskiën | Piero Gros       | slalom (m)   | Goud     |
| Alpineskiën | Gustav Thöni     | slalom (m)   | Zilver   |
| Alpineskiën | Claudia Giordani | slalom (v)   | Zilver   |
| Alpineskiën | Herbert Plank    | afdaling (m) | Brons    |

## Deelnemers en resultaten

### Alpineskiën
| Olympiër         | Discipline       | Resultaat | Prestatie                       |
| ---------------- | ---------------- | --------- | ------------------------------- |
| Franco Bieler    | reuzenslalom (m) | 8e        | 3.30,24 (+3,27) 1.47,00+1.43,24 |
| Franco Bieler    | slalom (m)       | dnf-2     | opgave run 2                    |
| Piero Gros       | reuzenslalom (m) | dnf-2     | opgave run 2                    |
| Piero Gros       | slalom (m)       | Goud      | 2.03,29 1.01,23+1.02,06         |
| Herbert Plank    | afdaling (m)     | Brons     | 1.46,59 (+0,86)                 |
| Fausto Radici    | reuzenslalom (m) | 7e        | 3.30,09 (+3,12) 1.46,87+1.43,22 |
| Fausto Radici    | slalom (m)       | dnf-1     | opgave run 1                    |
| Erwin Stricker   | afdaling (m)     | dnf       | opgave                          |
| Gustav Thöni     | afdaling (m)     | 26e       | 1.49,25 (+3,52)                 |
| Gustav Thöni     | reuzenslalom (m) | 4e        | 3.27,67 (+0,70) 1.44,19+1.43,48 |
| Gustav Thöni     | slalom (m)       | Zilver    | 2.03,73 (+0,44) 1.00,55+1.03,18 |
| Roland Thöni     | afdaling (m)     | 14e       | 1.48,13 (+2,40)                 |
|                  |                  |           |                                 |
| Wanda Bieler     | afdaling (v)     | 20e       | 1.50,58 (+4,42)                 |
| Wanda Bieler     | reuzenslalom (v) | dnf       | opgave                          |
| Wanda Bieler     | slalom (v)       | 8e        | 1.35,66 (+5,12) 48,86+46,80     |
| Wilma Gatta      | reuzenslalom (v) | 7e        | 1.30,51 (+1,38)                 |
| Wilma Gatta      | slalom (v)       | dnf-1     | opgave run 1                    |
| Claudia Giordani | reuzenslalom (v) | 13e       | 1.31,44 (+2,31)                 |
| Claudia Giordani | slalom (v)       | Zilver    | 1.30,87 (+0,33) 46,87+44,00     |
| Paola Hofer      | afdaling (v)     | 15e       | 1.49,60 (+3,44)                 |
| Paola Hofer      | reuzenslalom (v) | 23e       | 1.32,67 (+3,54)                 |
| Paola Hofer      | slalom (v)       | dnf-1     | opgave run 1                    |
| Jolanda Plank    | afdaling (v)     | 25e       | 1.52,50 (+6,34)                 |

### Biatlon
| Olympiër                                                  | Discipline             | Resultaat | Prestatie                                                                                 |
| --------------------------------------------------------- | ---------------------- | --------- | ----------------------------------------------------------------------------------------- |
| Willy Bertin                                              | 20 km (m)              | 4e        | 1:16.50,36 (+2.38,10) pen.: 3 (0 / 3 / 0 / 0)                                             |
| Lino Jordan                                               | 20 km (m)              | 7e        | 1:17.49,83 (+3.37,57) pen.: 2 (0 / 0 / 2 / 0)                                             |
| Pierantonio Clementi                                      | 20 km (m)              | 23e       | 1:23.08,86 (+8.56,60) pen.: 7 (1 / 3 / 1 / 2)                                             |
| Lino Jordan Pierantonio Clementi Luigi Weiss Willy Bertin | 4x7,5 km estafette (m) | 6e        | 2:06.16,55 (+8.20,91) pen.: 3 (1 / 0 / 1 / 1) (31.52,53 / 31.45,82 / 30.59,51 / 31.38,69) |

### Bobsleeën
| Olympiër                                                   | Discipline              | Resultaat | Prestatie                                       |
| ---------------------------------------------------------- | ----------------------- | --------- | ----------------------------------------------- |
| Giorgio Alverà Franco Perruquet                            | 2-mansbob (m) Italië I  | 8e        | 3.47,30 (+2,88) (56,62 / 56,71 / 56,84 / 57,13) |
| Nevio De Zordo Ezio Fiori                                  | 2-mansbob (m) Italië II | 16e       | 3.51,12 (+6,70) (57,71 / 57,58 / 57,88 / 57,95) |
| Giorgio Alverà Piero Vegnuti Adriano Bee Francesco Butteri | 4-mansbob (m) Italië I  | 12e       | 3.45,87 (+5,44) (55,59 / 55,92 / 56,94 / 57,42) |
| Nevio De Zordo Ezio Fiori Roberto Porzia Lino Benoni       | 4-mansbob (m) Italië II | 11e       | 3.45,80 (+5,37) (55,75 / 55,80 / 57,08 / 57,17) |

### Kunstrijden
| Olympiër                         | Discipline | Resultaat | Prestatie               |
| -------------------------------- | ---------- | --------- | ----------------------- |
| Susanna Driano                   | vrouwen    | 7e        | pc. 63,0; 181,6 punten  |
| Matilde Ciccia Lamberto Ceserani | ijsdansen  | 6e        | pc. 58,5; 191,5 punten  |
| Isabella Rizzi Luigi Freroni     | ijsdansen  | 14e       | pc. 133,0; 168,6 punten |
| Stefania Bertele Walter Cecconi  | ijsdansen  | 16e       | pc. 140,0; 166,2 punten |

### Langlaufen
| Olympiër                                                         | Discipline            | Resultaat | Prestatie                                                         |
| ---------------------------------------------------------------- | --------------------- | --------- | ----------------------------------------------------------------- |
| Tonio Biondini                                                   | 50 km (m)             | dnf       | opgave                                                            |
| Giulio Capitanio                                                 | 15 km (m)             | 21e       | 46.51,14 (+2.52,67)                                               |
| Giulio Capitanio                                                 | 30 km (m)             | 28e       | 1:35.58,29 (+5.28,91)                                             |
| Renzo Chiocchetti                                                | 15 km (m)             | 29e       | 47.11,22 (+3.12,75)                                               |
| Renzo Chiocchetti                                                | 30 km (m)             | 38e       | 1:37.15,82 (+6.46,44)                                             |
| Carlo Favre                                                      | 50 km (m)             | dnf       | opgave                                                            |
| Ulrico Kostner                                                   | 30 km (m)             | 41e       | 1:37.49,85 (+7.20,47)                                             |
| Ulrico Kostner                                                   | 50 km (m)             | dnf       | opgave                                                            |
| Fabrizio Pedranzini                                              | 15 km (m)             | 53e       | 48.58,30 (+4.59,83)                                               |
| Roberto Primus                                                   | 15 km (m)             | 36e       | 47.29,02 (+3.30,55)                                               |
| Roberto Primus                                                   | 30 km (m)             | 34e       | 1:36.40,33 (+6.10,95)                                             |
| Roberto Primus                                                   | 50 km (m)             | dnf       | opgave                                                            |
| Renzo Chiocchetti Tonio Biondini Ulrico Kostner Giulio Capitanio | 4x10 km estafette (m) | 7e        | 2:12.07,12 (+4.07,40) (37.32,55 / 32.24,33 / 30.56,09 / 31.14,15) |

### Noordse combinatie
| Olympiër             | Discipline | Resultaat | Prestatie                                                                                          |
| -------------------- | ---------- | --------- | -------------------------------------------------------------------------------------------------- |
| Francesco Giacomelli | mannen     | 31e       | 337,22 punten schans: 190,3 p 89,1 (68,0 m)+94,2 (72,0 m)+96,1 (74,0 m) 15 km: 146,92 p (56:08.75) |
| Modesto De Silvestro | mannen     | 32e       | 319,89 punten schans: 139,8 p 71,1 (60,5 m)+68,7 (62,0 m)+26,2 (57,5 m) 15 km: 180,09 p (52:27.61) |

### Rodelen
| Olympiër                         | Discipline | Resultaat | Prestatie                                                |
| -------------------------------- | ---------- | --------- | -------------------------------------------------------- |
| Karl Brunner                     | mannen     | 11e       | 3.33,188 (+5,500) (53,916 / 53,228 / 53,023 / 53,021)    |
| Peter Gschnitzer                 | mannen     | 37e       | 4.08,760 (+41,072) (54,051 / 53,812 / 53,357 / 1.27,540) |
| Paul Hildgartner                 | mannen     | dns-4     | opgave                                                   |
| Sarah Felder                     | vrouwen    | 11e       | 2.53,623 (+3,002) (44,056 / 43,118 / 43,075 / 43,374)    |
| Maria Luise Rainer               | vrouwen    | 16e       | 2.59,531 (+8,910) (44,943 / 44,848 / 44,768 / 44,972)    |
| Karl Feichter Ernst Haspinger    | dubbel     | 7e        | 1.27,171 (+1,567) (43,853 / 43,318)                      |
| Paul Hildgartner Walter Plaikner | dubbel     | 11e       | 1.27,839 (+2,235) (43,781 / 44,058)                      |

### Schaatsen
| Olympiër           | Discipline   | Resultaat | Prestatie           |
| ------------------ | ------------ | --------- | ------------------- |
| Ivano Bamberghi    | 5000 m (m)   | 28e       | 8.21,04 (+56,56)    |
| Maurizio Marchetto | 5000 m (m)   | 21e       | 8.04,07 (+39,59)    |
| Maurizio Marchetto | 10.000 m (m) | 17e       | 16.22,55 (+1.31,96) |
| Floriano Martello  | 1000 m (m)   | 26e       | 1.26,54 (+7,22)     |
| Floriano Martello  | 1500 m (m)   | 25e       | 2.09,68 (+10,30)    |
| Giovanni Panciera  | 1500 m (m)   | 30e       | 2.33,52 (+34,14)    |
| Bruno Toniolli     | 500 m (m)    | 23e       | 41,44 (+2,27)       |
| Bruno Toniolli     | 1000 m (m)   | 14e       | 1.22,83 (+3,51)     |
| Bruno Toniolli     | 1500 m (m)   | 19e       | 2.05,66 (+6,28)     |
| Loris Vellar       | 5000 m (m)   | 31e       | 8.31,85 (+1.07,37)  |

### Schansspringen
| Olympiër             | Discipline         | Resultaat | Prestatie                                          |
| -------------------- | ------------------ | --------- | -------------------------------------------------- |
| Marcello Bazzana     | normale schans (m) | 38e       | 205,8 punten 103,8 p. (75,0 m) + 102,0 p. (74,5 m) |
| Marcello Bazzana     | grote schans (m)   | 51e       | 138,0 punten 72,1 p. (74,0 m) + 65,9 p. (71,0 m)   |
| Leo De Crignis       | normale schans (m) | 50e       | 190,8 punten 91,1 p. (70,5 m) + 99,7 p. (74,0 m)   |
| Leo De Crignis       | grote schans (m)   | 49e       | 143,3 punten 71,4 p. (76,0 m) + 71,9 p. (76,0 m)   |
| Francesco Giacomelli | normale schans (m) | 49e       | 191,9 punten 94,9 p. (71,0 m) + 97,0 p. (72,0 m)   |
| Francesco Giacomelli | grote schans (m)   | 44e       | 157,6 punten 83,4 p. (81,0 m) + 74,2 p. (75,5 m)   |
| Lido Tomasi          | normale schans (m) | 45e       | 203,3 punten 101,4 p. (76,0 m) + 101,9 p. (76,0 m) |
| Lido Tomasi          | grote schans (m)   | 47e       | 152,1 punten 80,8 p. (82,0 m) + 71,3 p. (77,0 m)   |

Andorra · Argentinië · Australië · België · Bondsrepubliek Duitsland · Bulgarije · Canada · Chili · Duitse Democratische Republiek · Finland · Frankrijk · Griekenland · Groot-Brittannië · Hongarije · IJsland · Iran · Italië · Japan · Joegoslavië · Libanon · Liechtenstein · Nederland · Nieuw-Zeeland · Noorwegen · Oostenrijk · Polen · Roemenië · San Marino · Sovjet-Unie · Spanje · Taiwan · Tsjecho-Slowakije · Turkije · Verenigde Staten · Zuid-Korea · Zweden · Zwitserland